# Rafael Parratoro
Rafael Parratoro (Caracas, 17 de octubre de 1977), también conocido como Parratoro, es un artista visual nacido en Venezuela y nacionalizado argentino. Especializado en el arte cinético y la realidad aumentada haciendo uso de la técnica artística conocida como muaré o moiré, ha realizado exhibiciones grupales e individuales en Argentina, Chile, Alemania, la República Popular China, Estados Unidos, Luxemburgo, México e Italia. Ha sido reconocido como «uno de los principales exponentes del arte óptico y cinético de la actualidad» y como «un pionero de la ejecución del arte con la técnica de la realidad aumentada».

## Biografía

### Primeros años e inicios
Rafael Parratoro nació el 17 de octubre de 1977 en Caracas, Venezuela. Estudió ingeniería en la Universidad Central de Venezuela, cuyo campus fue declarado por la UNESCO como Patrimonio Universal y museo al aire libre. Allí se empezó a interesar en las artes visuales, inspirado en la obra de artistas venezolanos como Jesús Rafael Soto, Gego, Víctor Valera, Carlos Cruz-Diez, Gerd Leufert y Carlos Raúl Villanueva; e internacionales como Alexander Calder, Víctor Vasarely, Jean Arp, Sophie Taeuber-Arp y Joan Miró.

### Década de 2010
Inicialmente se desempeñó como desarrollador de arte 3D para la industria de los videojuegos con la empresa MP Game Studio, con la que tuvo la posibilidad de realizar creaciones para compañías como Nickelodeon, DreamWorks y Cartoon Network. En 2013 formó parte de la Academia Pictoplasma, un programa de formación en artes visuales y creación de personajes desarrollado por la organización alemana del mismo nombre. Más adelante cofundó el colectivo The Eggplant junto con otros artistas visuales.
Radicado en Buenos Aires, Argentina desde 2008, en la década de 2010 su obra empezó a ser exhibida en diversas exposiciones alrededor del planeta. En 2014 hizo parte de la exhibición grupal de Pictoplasma en la galería Urban Spree de Berlín, Alemania y en el Museo de Arte Contemporáneo de Monterrey, México. Entre 2014 y 2016 participó en diversas exhibiciones del proyecto Curator's Voice en la ciudad de Miami, Florida y en 2015 presentó una exposición individual titulada «Moiréph» en Buenos Aires en homanaje al escritor Jorge Luis Borges. Un año después presentó «La Evolución de la Forma» en el Centro Cultural Borges y participó en la exposición grupal «Ni una menos», ambas en Buenos Aires.
Tras hacer parte del Festival Planck de Arte Digital en Buenos Aires, en 2017 presentó la exhibición individual «1 es a 1» en la galería Espacio O y en la Biblioteca Viva de Santiago de Chile, y realizó la intervención del mapping del Obelisco de Buenos Aires en conmemoración de los treinta años del Hospital Garrahan. En 2018 participó en la exhibición grupal «La Ruta del Color» en Aura Galerías de la Ciudad de México y presentó un nuevo show individual en Buenos Aires, titulado «Arte en Movimiento» y exhibido en la Galería de Arte Contemporáneo Adriana Budich.

### Década de 2020 y actualidad
Tras presentarse en Miami con la colección grupal «Filled Parcels», en 2020 hizo parte de la «Exhibición Digital Diderot», un espacio virtual de simulación de realidad aumentada desarrollado en la capital argentina.
Mediante la plataforma de micromecenazgo Kickstarter, Parratoro publicó el libro de animación en tiempo real Pop on Pop, en el que presenta 110 diseños de su autoría. Su obra fue incluida en Outside the Lines Too, un libro publicado por la editorial Penguin Group en el que también participan artistas como Ryan Humphrey, Rainer Judd, Richard Colman y Jim Houser. Diseñó además el juego Frenetic Kinetic para las plataformas móviles IOS y Android.
En 2021 participó junto con el fotógrafo Gian Paolo Minelli en la muestra «Sonata de Cruces Posibles», exhibida en el Museo de Fotografía Itinerante FoLa de Buenos Aires. En 2022 intervino el logo corpóreo del Festival Lollapalooza de Buenos Aires que da la bienvenida al evento, y realizó una instalación de realidad aumentada en el mismo festival. Diseñó la fachada monumental de Tiendas Landmark en Unicenter Shopping de la localidad de Martínez, la cual fue definida por la revista Forbes como «disruptiva y con movimiento».
En 2023 fue convocado por la organización de los Premios Carlos Gardel para diseñar una nueva identidad visual de la ceremonia con una combinación entre arte óptico y realidad aumentada. Ese mismo año participó en la exposición «X Universe» en el evento La Nuit de la Culture en Esch-sur-Alzette, Luxemburgo, presentó la muestra «Favaloro x 100 pre» en el Museo de Arte Latinoamericano de Buenos Aires en homenaje a René Favaloro y realizó una intervención a la fachada de la Embajada de los Estados Unidos en el Palacio Bosch de Buenos Aires con motivo de la semana del orgullo LGBT. Desde ese año cuenta con una colección permanente en el Museo Della Luce en Roma, Italia.
En 2024 participó en la escultura monumental «Resquicio cuántico: una obra de arte extraterrestre», exhibida en el Museo Campo de la localidad de Cañuelas.

## Estilo
La obra de Rafael Parra Toro se caracteriza por el desarrollo de arte cinético y óptico en versiones tanto físicas como digitales. Es pionero de la creación artística mediante el uso de la de realidad aumentada y crea sus obras utilizando la técnica del muaré o moiré, que se basa en la superposición de líneas de división, además de apoyarse en herramientas informáticas y matemáticas aplicadas al arte digital. Parra Toro es reconocido como «uno de los principales exponentes del arte óptico y cinético de la actualidad» y como «un pionero de la ejecución del arte con la técnica de la realidad aumentada».

## Exhibiciones

### Grupales
- «Pictoplasma», Urban Spree, Berlín, Alemania, 2014
- «Pictoplasma», Museo de Arte Contemporáneo de Monterrey, México, 2014
- «Fonzo», Proyecto Curator's Voice, Miami, Estados Unidos, 2014
- «Concepts», Proyecto Curator's Voice, Miami, Estados Unidos, 2014
- «Beautified Objects», Proyecto Curator's Voice, Miami, Estados Unidos, 2014
- «Miami-Miami», Proyecto Curator's Voice, Miami, Estados Unidos, 2014
- «Things of Beauty», Proyecto Curator's Voice, Miami, Estados Unidos, 2014
- «(Re) Vision», 1199 Primera Avenida, Nueva York, Estados Unidos, 2014
- «The Softline», Proyecto Curator's Voice, Miami, Estados Unidos, 2015
- «Memory», Schwerdter Strasse, Berlín, Alemania, 2015
- «Premium», Proyecto Curator's Voice, Miami, Estados Unidos, 2015
- «Upfront», Proyecto Curator's Voice, Miami, Estados Unidos, 2016
- «Il Primato dello Sguardo», Mesina, Italia, 2016
- «Ni una Menos», Buenos Aires, Argentina, 2016
- «Nei Luoghi Della Bellezza», Santa Caterina, Italia, 2016
- «Festival Planck de Arte Digital», Buenos Aires, Argentina, 2016
- «La Ruta del Color», Aura Galerías, Ciudad de México, 2018
- «Exhibición Digital Diderot», Buenos Aires, Argentina, 2020
- «NFT Art Week», Pekín, República Popular China, 2021
- «Sonata de Cruces Posibles», Museo FoLa, Buenos Aires, Argentina, 2021
- «World Padel Tour», Buenos Aires, Argentina, 2021
- «Resquicio cuántico: una obra de arte extraterrestre», Museo Campo de Cañuelas, Argentina, 2021
- «Bitcoin Fair», Miami, Estados Unidos, 2022
- «Latin American Bitcoin & Blockchain Conference», Buenos Aires, Argentina, 2022
- «Festival Ciudad Emergente», Buenos Aires, Argentina, 2022
- «Feria MAPA», Buenos Aires, Argentina, 2023
- «X Universe: La Nuit de la Culture», Esch-sur-Alzette, Luxemburgo, 2023
- «Big X», Belval Plaza, Esch-sur-Alzette, Luxemburgo, 2023
- «Favaloro x 100pre», Museo de Arte Latinoamericano de Buenos Aires, Argentina, 2023
- Colección permanente en el Museo Della Luce, Roma, Italia, 2023
- Intervención a la fachada de la Embajada de los Estados Unidos por la semana del orgullo LGBT, Palacio Bosch, Buenos Aires, Argentina, 2023

Fuente:

### Individuales
- «Moiréph», Centro Cultural Borges, Buenos Aires, Argentina, 2015
- «La Evolución de la Forma», Centro Cultural Borges, Buenos Aires, Argentina, 2015
- «Arcobaleno», Buenos Aires, Argentina, 2016
- «1 es a 1», Espacio O y Biblioteca Viva, Santiago de Chile, 2017
- «Mapping del Obelisco de Buenos Aires», Argentina, 2017
- «Arte en Movimiento», Galería Adriana Budich, Buenos Aires, Argentina, 2018
- «Rafael Parratoro», Hotel Marriott W, Ciudad de México 2019
- «1 es a 1», Los Andes, Chile, 2019
- «Live Performance», Museo de Arte Contemporáneo de La Boca, Buenos Aires, Argentina, 2019
- «Imaginable, posible», Öss Café, Buenos Aires, Argentina, 2019
- Videoclip «Somos Love» de Vicky Maurette, Buenos Aires, Argentina, 2020
- «Tres Punto Cero», Galería Cott, Buenos Aires, Argentina, 2022
- «El tercer pasajero», Universidad ESEADE, Buenos Aires, Argentina, 2022
- «Renault NTFs», Usina del Arte, Buenos Aires, Argentina, 2022
- Fachada monumental Tiendas Landmark en Unicenter Shopping, Martínez, Argentina, 2022
- Intervención del logo corpóreo, Festival Lollapalooza, Buenos Aires, Argentina, 2022
- «DAM», Centro Cultura Plaza Castelli, Buenos Aires, Argentina, 2022
- Concepto artístico total, Premios Carlos Gardel, Buenos Aires, Argentina, 2023

Fuente: